# Протасов, Алексей Протасьевич
Алексей Протасьевич Протасов (1724—1796) — анатом. Адъюнкт (1751), экстраординарный (1763) и ординарный (1771) профессор Императорской Академии наук и художеств; член Российской академии (1783).

## Биография
Происходил из солдатских детей; образование начал в казармах Семёновского полка, а окончил в Лейденском университете, куда был послан Академией Наук по окончании курса академического университета первым студентом. По защите диссертации «De actione ventriculi humani in ingesta» в Страсбургском университете (1763), Протасов был удостоен степени доктора медицины и определен, по настоянию М. В. Ломоносова, в том же году экстраординарным профессором Академии.
С 1769 по 1781 гг. Протасов исправлял обязанности секретаря при бывшей академической комиссии и в 1771 году сделан ординарным академиком; кроме того, он с 1767 года управлял академической типографией, заведуя в то же время «гравировальной и живописной палатами, инструментальным и другими художествами», а также и «переводным департаментом». Под его непосредственным «смотрением» печатались путешествия Лепехина, Рычкова и др.; в течение нескольких лет читал публичные лекции по анатомии в университете и редактировал академический журнал «Новые ежемесячные сочинения». Будучи студентом академии, он перевел анатомические термины из Прейслеревой книги об анатомии; в 1761 году составил описание сайги (ibex imberbis), помещённое в академическом издании «Novi Commentarii» (т. VII) на латинском языке; две актовые речи: о физическом воспитании детей и о необходимости движения для сохранения здоровья. Переводы: двух книг Пекена — «Домашний лечебник, или Простой способ лечения» (1765) и «Способ, как сельским обывателям пользовать себя в оспе» (1766) и четвертой части, заключающей естественную историю человека сочинения Бюффона «Oeuvres completes».
Как анатом, Протасов, по словам историка медицины в России Риттера, был первым из русских учёных, отличившихся в этой области знаний. Как член Российской академии (с 1783 года), Протасов принимал участие в составлении предпринятого Академией этимологического словаря и объяснял технические слова, относящиеся «к анатомии, к болезням и к книгопечатанию».